# Jan Hartman
Jan Hartman (født 1940, død 9. november 2006 i Wareside, Hertfordshire, England) var en amerikansk forfatter, der skrev det prisbelønnede hørespil Den næste Krig omhandlende en atomkrig mellem USA og Sovjetunionen.
Hørespillet blev udsendt 29. december 1985 i finsk radio, hvilket medførte, at tilflugtsrum blev fyldt op, og adskillige boligblokke af samme årsag evakueret. Mange finner blev ligeledes indlagt med chok.
En oplevelse, der vel kan sammenlignes med den, som mange amerikanere havde efter at have hørt Orson Welles' Klodernes kamp.